# Maritza Correia

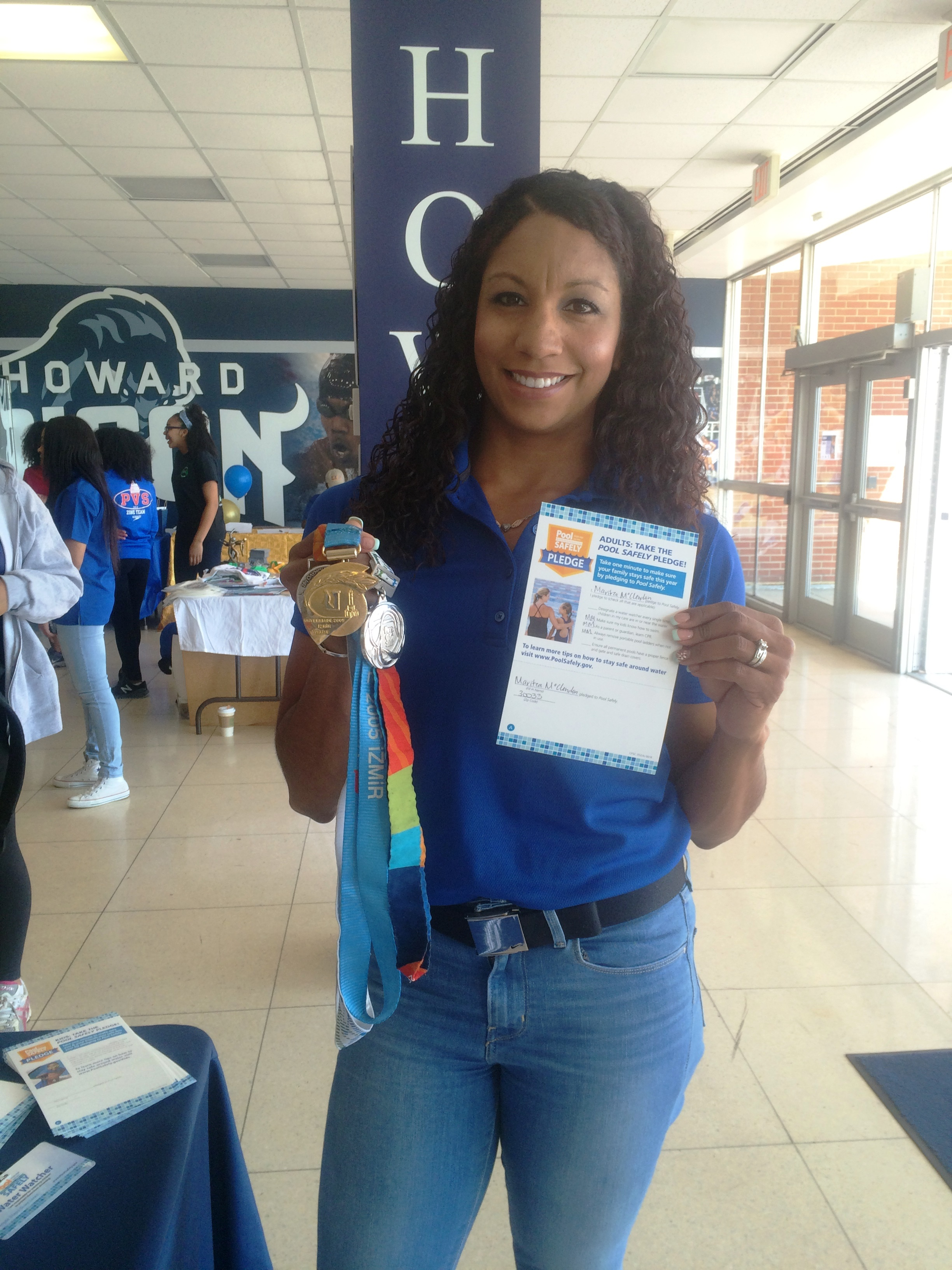
Maritza Correia 2016 bei einer Charity-Veranstaltung für Pool Safely.

Maritza „Ritz“ Correia, nach Heirat Maritza McClendon (* 31. Dezember 1981 in San Juan, Puerto Rico), ist eine ehemalige Schwimmerin aus den Vereinigten Staaten. Sie gewann eine olympische Silbermedaille und je zweimal Gold und Silber bei Schwimmweltmeisterschaften auf der 50-Meter-Bahn. Hinzu kamen auf der 25-Meter-Bahn je eine Gold-, Silber- und Bronzemedaille. Bei Panamerikanischen Spielen erschwamm sie zwei Goldmedaillen.

## Sportliche Karriere
Maritza Correia begann ihre internationale Karriere bei den Kurzbahnweltmeisterschaften 1999 in Hongkong. Dort trat sie in mehreren Freistil-Disziplinen und -Staffeln an, ihre beste Platzierung war der achte Platz mit der 4-mal-200-Meter-Freistilstaffel. Zwei Jahre später bei den Weltmeisterschaften 2001 in Fukuoka gewann die 4-mal-100-Meter-Freistilstaffel mit Colleen Lanne, Erin Phenix, Maritza Correia und Courtney Shealy zeitgleich mit den Britinnen die Silbermedaille mit über einer Sekunde Rückstand auf die deutsche Staffel. Außer den vier im Finale eingesetzten Schwimmerinnen erhielten auch die im Vorlauf eingesetzten Stefanie Williams und Tammie Stone eine Silbermedaille. Im 100-Meter-Freistil-Finale war keine Schwimmerin aus den Vereinigten Staaten am Start, Maritza Correia war als Neunte des Halbfinales 0,17 Sekunden zu spät am Anschlag. Maritza Correia trat auch im Vorlauf mit der 4-mal-200-Meter-Freistilstaffel an. Im Finale war sie nicht dabei, als das US-Quartett disqualifiziert wurde. Diese Disqualifikation wurde nachträglich aufgehoben und die Staffel aus den Vereinigten Staaten wurde neben der britischen Staffel ebenfalls mit Goldmedaillen geehrt, damit war im Nachhinein auch die nur im Vorlauf eingesetzte Correia Weltmeisterin. In der 4-mal-100-Meter-Lagenstaffel erreichten Courtney Sheely, Megan Quann, Shelly Ripple-Johnston und Maritza Correia die zweitschnellste Vorlaufzeit hinter der deutschen Staffel. Im Finale schwammen Natalie Coughlin, Megan Quann, Mary Descenza und Erin Phenix drei Sekunden schneller als die Vorlaufstaffel und wurden Zweite hinter den Australierinnen.
2003 bei den Weltmeisterschaften in Barcelona siegte die 4-mal-100-Meter-Freistilstaffel in der Besetzung Natalie Coughlin, Lindsay Benko, Rhi Jeffrey und Jenny Thompson mit 0,74 Sekunden Vorsprung vor den Deutschen und 0,84 Sekunden Vorsprung vor den Australierinnen. Maritza Correia und Gabrielle Rose waren im Vorlauf geschwommen und erhielten ebenfalls eine Goldmedaille. Im Jahr darauf bei den Olympischen Spielen 2004 in Athen erreichte die 4-mal-100-Meter-Freistilstaffel mit Amanda Weir, Colleen Lanne, Lindsay Benko und Maritza Correia das Finale mit der hinter den Australierinnen zweitschnellsten Vorlaufzeit. Im Endlauf steigerten sich Kara Lynn Joyce, Natalie Coughlin, Amanda Weir und Jenny Thompson gegenüber der Vorlaufstaffel um drei Sekunden und gewannen die Silbermedaille hinter den Australierinnen und vor den Niederländerinnen. Auch die nur im Staffelvorlauf eingesetzten Schwimmerinnen erhielten eine Medaille. Bei den Kurzbahnweltmeisterschaften 2004 in Indianapolis erhielt Correia für ihren Vorlaufeinsatz in der 4-mal-100-Meter-Freistilstaffel eine Goldmedaille.
2005 nahm Correia als Studentin der University of Georgia an der Universiade in Izmir teil und gewann drei Goldmedaillen. Über 50 Meter Freistil gelang ihr ein Einzelsieg mit 0,03 Sekunden Vorsprung vor der Belarussin Swjatlana Chachlowa. Hinzu kamen erste Plätze mit der 4-mal-100-Meter-Freistilstaffel und mit der 4-mal-100-Meter-Lagenstaffel. 2006 bei den Kurzbahnweltmeisterschaften in Shanghai wurde Correia über 100 Meter Freistil Dritte hinter der Australierin Lisbeth Lenton und der Niederländerin Marleen Veldhuis. Die 4-mal-100-Meter-Lagenstaffel mit Margaret Hoelzer, Tara Kirk, Rachel Komisarz und Maritza Correia wurde Zweite hinter den Australierinnen und knapp vor den Chinesinnen. Correia war auch Mitglied der 4-mal-100-Meter-Freistilstaffel, die den vierten Platz belegte. Schließlich wurde sie Achte über 50 Meter Freistil. Zum Abschluss ihrer Karriere wurde Correia 2007 bei den Panamerikanischen Spielen in Rio de Janeiro Siegerin mit der 4-mal-100-Meter-Freistilstaffel und mit der 4-mal-100-Meter-Lagenstaffel. Hinzu kam der vierte Platz über 50 Meter Freistil.